# Abdusalam Gadisov
Abdusalam Mamatchanovič Gadisov (in russo Абдусалам Маматханович Гадисов?; Machačkala, 26 marzo 1989) è un ex lottatore russo, specializzato nella lotta libera.

## Biografia
È nato a Machačkala, nell'allora Repubblica Socialista Sovietica Autonoma del Daghestan.
Ha rappresentato la Russia ai Giochi olimpici estivi di Londra 2012 in cui ha prevalso sul kazako Taimuraz Tigiyev ai sedicesimi ed è stato eliminato dall'iraniano Reza Yazdani agli ottavi del torneo dei pesi massimi.
Si è laureato campione iridato ai mondiali di Tashkent 2014, superando l'azero Xetaq Qazyumov nell'incontro decisivo per il titolo. L'anno successivo ai mondiali di Las Vegas ha invece ottenuto l'argento, a seguito della sconfitta contro lo statunitense Kyle Snyder.

## Palmarès
| Anno | Manifestazione    | Sede      | Evento | Risultato | Note |
| ---- | ----------------- | --------- | ------ | --------- | ---- |
| 2008 | Mondiali junior   | Istanbul  | 84 kg  | Oro       |      |
| 2009 | Mondiali          | Herning   | 84 kg  | 5º        |      |
| 2012 | Europei           | Belgrado  | 96 kg  | Oro       |      |
| 2012 | Giochi olimpici   | Londra    | 96 kg  | 9º        |      |
| 2013 | Universiade       | Kazan'    | 96 kg  | Oro       |      |
| 2014 | Europei           | Vantaa    | 97 kg  | Oro       |      |
| 2014 | Mondiali          | Tashkent  | 97 kg  | Oro       |      |
| 2015 | Giochi europei    | Baku      | 97 kg  | Bronzo    |      |
| 2015 | Mondiali          | Las Vegas | 97 kg  | Argento   |      |
| 2016 | Mondiali militari | Skopje    | 97 kg  | Oro       |      |